# Сестри Толмачови
Марія Андріївна та Анастасія Андріївна Толмачови (14 січня 1997, Курськ, Росія) — російські сестри-близнючки, виконавиці пісень, переможниці дитячого конкурсу пісні Євробачення 2006 року з піснею «Весенний джаз», яку написали самостійно. Представниці Росії на Євробаченні 2014 з піснею «Shine».

## Біографія
Народилися 14 січня 1997 року в Курську.
Після своєї перемоги на Дитячому Євробаченні, сестри потрапили до числа найпопулярніших особистостей 2006 року, хоча і не зайняли там значних місць.
У 2007 році знялися у новорічному мюзиклі «Королівство кривих дзеркал», у якому заспівали тріо з Аллою Пугачовою пісню «Дин-дон». Там і познайомилися з Філіпом Кіркоровим, який і став їхнім продюсером у подальшому.
Під керівництвом Кіркорова сестри брали участь у пісенному конкурсі «Євробачення 2014».

## Громадянська позиція
У квітні 2022 року приєднались до акції «Своих не бросаем» (укр. Своїх не кидаємо) та виступили з підтримкою вторгнення Росії в Україну.
Після заходу Збройних Сил України в Курську область у серпні 2024 року, продюсер сестер Філіп Кіркоров організував евакуацію їхніх знайомих та родичів із Суджі та Кореневого до Московської області.

## Особисте життя
Одна із сестер Марія Толмачова одружена на бізнесменові з Курська Сергія Требесова, який до цього був вже одруженим та виховував двоє дітей. У липні 2024 року народила доньку Стеллу.

## Кар'єра
- 2006 — Перемога на Дитячому конкурсі пісні Євробачення
- 2007 — Спец. приз на Премії Муз-ТВ 2007 за перемогу в Дитячому пісенному конкурсі Євробачення 2006
- 2007 — Участь у церемонії відкриття фестивалю «Слов'янський базар»
- 2007 — Вихід альбому «Половинки»
- 2007 — Головні ролі у новорічному мюзиклі «Королівство кривих дзеркал» (ремейк фільму-казки Олександра Роу «Королівство Кривих Дзеркал».
- 2008 — Виступи в ролі запрошених зірок на міських заходах місцевого значення (наприклад, на Дні Міста в Чебоксарах).
- 2014 — Представниці Росії на Євробаченні 2014.